# Опольское княжество
Опо́льское кня́жество (пол. Księstwo Opolskie, чеш. Opolské knížectví) или ге́рцогство Оппельн (нем. Herzogtum Oppeln) — одно из средневековых княжеств, существовавших в Верхней Силезии, со столицей в Ополе.

## История
В 1163 году Болеслав I Долговязый и Мешко I Плясоногий — сыновья польского князя Владислава II Изгнанника — при поддержке императора Фридриха I Барбароссы получили княжество Силезия. Поначалу они правили совместно, но постепенно между ними наступил разлад, и в 1173 году они разделили Силезию между собой: Болеслав стал править во Вроцлаве, а Мешко — в Рацибуже. Так появились Вроцлавское (Нижнесилезское) и Ратиборское (Верхнесилезское) княжества. Позднее князь Болеслав I Долговязый под влиянием своей второй жены Кристины решил завещать Вроцлавское княжество своему сыну от второго брака Генриху I Бородатому, обойдя старшего сына Ярослава. Ярослав возмутился и обратился за поддержкой к дяде Мешко I Плясоногому. После долгих споров Болеслав I Долговязый был вынужден выделить в 1173 году для Ярослава самостоятельное Опольское княжество. 
В 1198 году бездетный Ярослав все же согласился на духовную карьеру и был назначен епископом Вроцлава. Когда в 1201 году он умер, Опольское княжество вернулось к его отцу Болеславу I Долговязому, который скончался в том же году. Наследовал Болеславу во Вроцлаве и Ополе его сын Генрих I Бородатый. Однако уже в 1202 году Мешко I Плясоногий, воспользовавшись затруднениями племянника, захватил Опольское княжество. Генрих предпочёл договориться с Мешко о том, что тот выплатит за Ополе денежную компенсацию. Мешко I Плясоногий объединил Ополе со своим Ратиборским княжеством, создав единое верхнесилезское Опольско-ратиборское княжество.
После смерти внука Мешко I, Владислава Опольского, в 1281/1282 году его сыновья вновь разделили Ополе и Рацибуж, выделив также в самостоятельные княжества Цешин и Бытом. Опольское княжество досталось братьям Казимиру II и Болеславу I. В 1327 году сын последнего Болеслав II Опольский принес вассальную присягу королю Чехии Иоанну Люксембургскому.
Княжество в дальнейшем претерпело множество территориальных изменений, в основном уменьшаясь за счет выделения самостоятельных княжеств для младших сыновей опольских князей. К началу XVI века князь Ян II Добрый завладел большей частью Верхней Силезии. В 1521 году пресеклась линия князей  ратиборских, и Ян II Добрый объединил свои владения с Ратиборским княжеством в единое Опольско-ратиборское княжество.
Существование самостоятельного единого княжества, впрочем, продлилось недолго. Князь Ян II Добрый умер в 1532 году, не оставив наследников, и Опольско-ратиборское княжество стало частью земель чешской короны. При этом в том же году король Чехии Фердинанд I Габсбург передал княжество Георгу, маркграфу Бранденбург-Ансбах. После смерти Георга в 1551 году княжество вернулось к королям Чехии, которые впоследствии неоднократно передавали его во временное владение: в разные годы им владели трансильванские князья Запольяи и Батори, с 1645 по 1666 год оно находилось под властью польского королевского дома Васа. В 1742 году Ополе было аннексировано и включено в состав Пруссии.

## Князья Ополе
| #                                                                           | Портрет                                                                     | Имя (годы жизни)                                                            | Родители                                                                    | Годы правления | Примечания |
| --------------------------------------------------------------------------- | --------------------------------------------------------------------------- | --------------------------------------------------------------------------- | --------------------------------------------------------------------------- | -------------- | --- |
| 1                                                                           |                                                                             | Ярослав Опольский (1143/1160 — 22 марта 1201)                               | Болеслав I Долговязый Звенислава Всеволодовна                               | 1173-1201      | епископ Вроцлавский (с 1198 по 1201 год) |
| 2                                                                           |                                                                             | Болеслав I Долговязый (1127 — 7/8 декабря 1201)                             | Владислав II Изгнанник Агнесса Бабенбергская                                | 1201           | князь Силезии (c 1163 по 1172 год), князь Вроцлавский (с 1173 по 1201 год) |
| 3                                                                           |                                                                             | Генрих I Бородатый (1165/1170 — 19 марта 1238)                              | Болеслав I Долговязый Кристина                                              | 1201-1202      | князь-принцепс Польши (князь Краковский) (с 1232 по 1238 год), князь Вроцлавский (с 1201 по 1238 год) |
| Объединено с Ратиборским княжеством в единое Опольско-ратиборское княжество | Объединено с Ратиборским княжеством в единое Опольско-ратиборское княжество | Объединено с Ратиборским княжеством в единое Опольско-ратиборское княжество | Объединено с Ратиборским княжеством в единое Опольско-ратиборское княжество | 1202-1281/1282 | |
| 4                                                                           |                                                                             | Казимир II Бытомский (1253/1257 — 19 марта 1312)                            | Владислав Опольский Евфимия Великопольская                                  | 1281/1282-1284 | князь Бытомский (с 1284 по 1312 год) |
| 5                                                                           |                                                                             | Болеслав I Опольский (1254/1258 — 14 мая 1313)                              | Владислав Опольский Евфимия Великопольская                                  | 1281/1282-1313 | |
| 6                                                                           |                                                                             | Болеслав II Опольский (ок.1300 — 21 июня 1356)                              | Болеслав I Опольский Агнесса                                                | 1313-1356      | |
| 7                                                                           |                                                                             | Альберт Стшелецкий (после 1300 — 1370/1375)                                 | Болеслав I Опольский Агнесса                                                | 1313-1323      | князь Стшелецкий (с 1323 по 1370/1375 год) |
| 8                                                                           |                                                                             | Владислав Опольчик (1326/1332 — 18 мая 1401)                                | Болеслав II Опольский Елизавета Свидницкая                                  | 1356-1401      | князь Велюнский (с 1370 по 1391 год), князь Иновроцлавский (с 1378 по 1392 год), князь Крновский (с 1384 по 1390 год) |
| 9                                                                           |                                                                             | Болеслав III Опольский (ок.1330 — 21 сентября 1382)                         | Болеслав II Опольский Елизавета Свидницкая                                  | 1356-1370/1375 | князь Стшелецкий (с 1370/1375 по 1382 год) |
| 10                                                                          |                                                                             | Генрих Опольский (1337/1338 — ок.1365)                                      | Болеслав II Опольский Елизавета Свидницкая                                  | 1356-1365      | |
| 11                                                                          |                                                                             | Ян Кропидло (1360/1364 — 3 марта 1421)                                      | Болеслав III Опольский Анна                                                 | 1396-1421      | князь Стшелецкий (с 1382 по 1396 год), епископ познанский (1382—1384) и влоцлавский (1389—1394), архиепископ гнезненский (1389—1394, номинально), епископ камминский (1394—1398), хелминский (1398—1402) и влоцлавский (1402—1421)                |
| 12                                                                          |                                                                             | Болеслав IV Опольский (1363/1367 — 6 мая 1437)                              | Болеслав III Опольский Анна                                                 | 1396-1437      | князь Стшелецкий (с 1382 по 1400 год), князь Немодлинский (с 1382 по 1400 год) |
| 13                                                                          |                                                                             | Бернард Немодлинский (1374/1378 — 2/4 апреля 1455)                          | Болеслав III Опольский Анна                                                 | 1396-1400      | князь Стшелецкий (с 1382 по 1450 год), князь Немодлинский (с 1382 по 1450 год) |
| 14                                                                          |                                                                             | Ян I Опольский (1410/1413 — 5 сентября 1439)                                | Болеслав IV Опольский Маргарита Горицкая                                    | 1437-1439      | |
| 15                                                                          |                                                                             | Николай I Опольский (1422/1424 — 3 июля 1476)                               | Болеслав IV Опольский Маргарита Горицкая                                    | 1437-1476      | князь Бжегский (с 1450 по 1476 год), князь Стшелецкий (с 1460 по 1476 год), князь Немодлинский (с 1460 по 1476 год) |
| 16                                                                          |                                                                             | Людвик Опольский (ок.1450 — ок. 4 сентября 1476)                            | Николай I Опольский Магдалена Бжегская                                      | 1476           | князь Бжегский (1476 год), князь Стшелецкий (1476 год), князь Немодлинский (1476 год) |
| 17                                                                          |                                                                             | Ян II Добрый (ок.1460 — 27 марта 1532)                                      | Николай I Опольский Магдалена Бжегская                                      | 1476-1521      | князь Бжегский (с 1476 по 1481 год), князь Стшелецкий (с 1476 по 1532 год), князь Немодлинский (с 1497 по 1532 год), князь Бытомский (с 1498 по 1521 год), князь Козленский (с 1509 по 1521 год), князь Опольско-ратиборский (с 1521 по 1532 год) |
| 18                                                                          |                                                                             | Николай II Немодлинский (1460/1465 — 27 июня 1497)                          | Николай I Опольский Магдалена Бжегская                                      | 1476           | князь Бжегский (1476 год), князь Стшелецкий (1476 год), князь Немодлинский (с 1476 по 1497 год) |
| Объединено с Ратиборским княжеством в единое Опольско-ратиборское княжество | Объединено с Ратиборским княжеством в единое Опольско-ратиборское княжество | Объединено с Ратиборским княжеством в единое Опольско-ратиборское княжество | Объединено с Ратиборским княжеством в единое Опольско-ратиборское княжество | 1521-1532      | |